# Terremoto de Jujuy de 2011
El Terremoto en Jujuy del 6 de octubre de 2011 fue un movimiento sísmico que tuvo lugar en la provincia de Jujuy, Argentina a las 8:12 hora local (11:12 UTC), en el horario en que los niños ingresan al colegio. Registró una magnitud de 6,2 en la escala de Richter. Su intensidad en la escala de Mercalli fue de VIII. Su epicentro fue en el límite entre las provincias de Salta y de Jujuy. Su magnitud y duración no fueron destructivos, causando mínimos daños en algunas casa y escuelas, en la zona más cercana al epicentro.

## Sismo
Ocurrió pasadas las 8 de la mañana hora local, con una magnitud de 6,2 grados en la escala de Richter. El temblor se sintió en varias provincias del norte de Argentina, entre ellas Salta, Jujuy, Tucumán, Santiago del Estero y Catamarca. El movimiento se sintió incluso en Paraguay, y en Bolivia
El epicentro del movimiento sísmico, según registros del Instituto Nacional de Prevención Sísmica, se registró a 95 km al este de San Salvador de Jujuy (en el departamento de Santa Bárbara) y a 120 km de la capital salteña, a una profundidad de 8 km y después se sucedieron 21 réplicas que fueron apenas perceptibles.